# Papuliscala
Genre
Synonymes
- Pustuliscala de Boury, 1921
- Scala (Papuliscala) de Boury, 1911 (rang d'origine)<[1]

Papuliscala est un genre de petits escargots de mer de la famille des Epitoniidae (super-famille des Epitonioidea).

## Systématique
Le genre Papuliscala a été créé en 1911 par le malacologiste français Eugène Marie Aubourg de Boury (d) (1865-1916) initialement au rang de sous-genre, sous le taxon Scala (Papuliscala),.

## Liste d'espèces
- † Papuliscala ambulator Lozouet, 1999
- Papuliscala atlantisa Hoffman, Gofas & Freiwald, 2020
- Papuliscala carolienae Hoffman, Gofas & Freiwald, 2020
- Papuliscala cerithielloides Bouchet & Warén, 1986
- Papuliscala daani Hoffman, Gofas & Freiwald, 2020
- Papuliscala dictyophora Hoffman, Gofas & Freiwald, 2020
- Papuliscala diminuta Castellanos, Rolán & Bartolotta, 1987
- Papuliscala elongata (Watson, 1881)
- Papuliscala japonica (Okutani, 1964)
- Papuliscala luuki Hoffman, Gofas & Freiwald, 2020
- Papuliscala lydiae Hoffman & Freiwald, 2017
- Papuliscala meteorica Hoffman, Gofas & Freiwald, 2020
- Papuliscala mikra Hoffman, Gofas & Freiwald, 2020
- Papuliscala platoensis Hoffman, Gofas & Freiwald, 2020
- Papuliscala praelonga (Jeffreys, 1877)
- Papuliscala seamountae Hoffman, Gofas & Freiwald, 2020
- Papuliscala superlata (Finlay, 1930)
- Papuliscala tavianii Bouchet & Warén, 1986
- Papuliscala vixcostata Hoffman, Gofas & Freiwald, 2020

Espèces mises en synonymie :
- Papuliscala annectens (AWB Powell, 1951) : synonyme de Gregorioiscala annectens (AWB Powell, 1951)
- Papuliscala nordestina S. Lima & Christoffersen, 2013 : synonyme de Papuliscala elongata (RB Watson, 1881)
- Papuliscala scalariformis (de Folin, 1877) : synonyme de Papuliscala praelonga (Jeffreys, 1877)

## Publication originale
- E. de Boury, « Étude sur les sous-genres de Scalidae vivants et fossiles », Journal de conchyliologie, Paris, Paul Henri Fischer, vol. 58, no 3,‎ 1911, p. 212-260 (ISSN 0021-7719 et 2391-0992, OCLC 1605690, lire en ligne).